# Aksa Korttila
Aksa Korttila (* 28. September 1990 in Turku) ist eine finnische Schauspielerin.

## Biografie
Aksa Korttila wurde am 28. September 1990 in Turku geboren. Sie besuchte die Kallio-Gymnasium. Später studierte sie an der Theaterakademie Helsinki. Ihr Debüt gab sie 2007 in dem Film Suden vuosi. 2015 spielte sie in dem Theaterstück Nainen julha mit. Unter anderem trat sie 2017 in Nurses auf. Anschließend spielte Korttila 2019 in der Serie Invisible Heroes die Hauptrolle. Von 2019 bis 2022 war Kortilla in der Serie Aikuiset zu sehen. 2022 wurde sie für die Serie Kultakala gecastet.

## Filmografie (Auswahl)
Filme
- 2007: Suden vuosi
- 2012: 3 Simoa
- 2014: Hyväntekijä
- 2017: Kuudes kerta
- 2018: Kaikki oikein
- 2020: Heinähattu, Vilttitossu ja ärhäkkä koululainen

Serien
- 2017: Nurses
- 2018: Sunnuntailounas
- 2019: Lelumesta
- 2019: Invisible Heroes
- 2019: Hillo
- 2019–2022: Aikuiset
- 2021: Paras vuosi ikinä
- 2021: Maria Kallio
- 2022: Kultakala